# 진오 (전한)
진오(陳午, ? ~ 기원전 130년)는 전한 중기의 제후로, 개국공신 진영의 손자이다. 경제의 누이 관도장공주와 혼인하여 진계수·진교를 낳았다.

## 행적
문제 2년(기원전 178년), 아버지 진녹의 뒤를 이어 당읍후(堂邑侯)에 봉해졌다.
원광 5년(기원전 130년)에 죽으니, 시호를 이(夷)라 하였고 아들 진계수가 작위를 이었다.

## 출전
- 사마천, 《사기》 권18 고조공신후자연표
- 반고, 《한서》 권16 고혜고후문공신표

## 가계
- 부 :당읍공후 진녹
- 모 : ?
  - 처 : 관도장공주 유표
    - 장남 : 당읍후 진계수
    - 차남 : 융려후 진교
    - 장녀 : 진아교 - 무제의 황후였으나 후에 폐출됨

| 선대 아버지 당읍공후 진녹 | 전한의 당읍후 기원전 177년 ~ 기원전 130년 | 후대 아들 진계수 |